# Serie A1 1995 (baseball)
La Serie A1 1995 del Campionato italiano di baseball ha visto la partecipazione di dieci squadre e si è articolata su una stagione regolare di 54 partite (3 incontri settimanali, con un'andata e un ritorno), e una fase play-off a cui hanno avuto accesso le prime 4 classificate dopo la stagione regolare, con semifinali e finale al meglio delle sette partite.
Lo scudetto è andato per la seconda volta consecutiva alla Cariparma Angels Parma, che si è aggiudicata la finale con la Caffè Danesi Nettuno in cinque partite (4-1).
Caravantours San Marino e Novara sono retrocesse in Serie A2, mentre sono state promosse in Serie A1 Modena e Livorno.

## Classifiche finali

### Stagione regolare
| Classifica               | PCT  |
| ------------------------ | ---- |
| Caffè Danesi Nettuno     | .833 |
| Cariparma Angels Parma   | .778 |
| Juventus Torino          | .593 |
| Acqua Fontemura Grosseto | .574 |
| I.V.A.S. Rimini          | .556 |
| Caserta Baseball         | .481 |
| Italeri Bologna          | .407 |
| Delirium Verona          | .315 |
| Caravantours San Marino  | .278 |
| Novara                   | .185 |

### Semifinali
| Classifica               | PG | PV | PP |
| ------------------------ | -- | -- | -- |
| Acqua Fontemura Grosseto | 6  | 2  | 4  |
| Caffè Danesi Nettuno     | 6  | 4  | 2  |

| Classifica             | PG | PV | PP |
| ---------------------- | -- | -- | -- |
| Juventus Torino        | 4  | 0  | 4  |
| Cariparma Angels Parma | 4  | 4  | 0  |

### Finali scudetto
| Classifica             | PG | PV | PP |
| ---------------------- | -- | -- | -- |
| Cariparma Angels Parma | 5  | 4  | 1  |
| Caffè Danesi Nettuno   | 5  | 1  | 4  |

## Risultati dei play-off
|  | Semifinali | Semifinali               | Semifinali               | Semifinali             | Semifinali             | Semifinali | Semifinali | Semifinali | Semifinali |  |  | Finale                 | Finale                 | Finale                 | Finale                 | Finale | Finale | Finale | Finale | Finale |  |
|  |            |                          |                          |                        |                        |            |            |            |            |  |  |                        |                        |                        |                        |        |        |        |        |        |  |
|  | 4          | Acqua Fontemura Grosseto | Acqua Fontemura Grosseto | 4                      | 6                      | 13         | 1          | 15         | 4          |  |  |                        |                        |                        |                        |        |        |        |        |        |  |
|  | 1          | Caffè Danesi Nettuno     | Caffè Danesi Nettuno     | 7                      | 4                      | 14         | 7          | 11         | 6          |  |  | Cariparma Angels Parma | Cariparma Angels Parma | Cariparma Angels Parma | Cariparma Angels Parma | 3      | 11     | 3      | 5      | 16     |  |
|  | 3          | Juventus Torino          | Juventus Torino          | Juventus Torino        | Juventus Torino        | 0          | 0          | 1          | 1          |  |  | C.Danesi Nettuno       | C.Danesi Nettuno       | C.Danesi Nettuno       | C.Danesi Nettuno       | 5      | 1      | 2      | 2      | 4      |  |
|  | 2          | Cariparma Angels Parma   | Cariparma Angels Parma   | Cariparma Angels Parma | Cariparma Angels Parma | 1          | 10         | 8          | 11         |  |  |                        |                        |                        |                        |        |        |        |        |        |  |